# Камараджендра Вадіяр X
Камараджендра Вадіяр X (22 лютого 1863 — 28 грудня 1894) — магараджа Майсуру від 1868 до 1894 року.